# ۱۶۳ (عدد)
۱۶۳ (عدد)
۱۶۳(صد و شصت و سه) یک عدد طبیعی است که بعد از ۱۶۲ و قبل از ۱۶۴ قرار دارد.